# Waraji

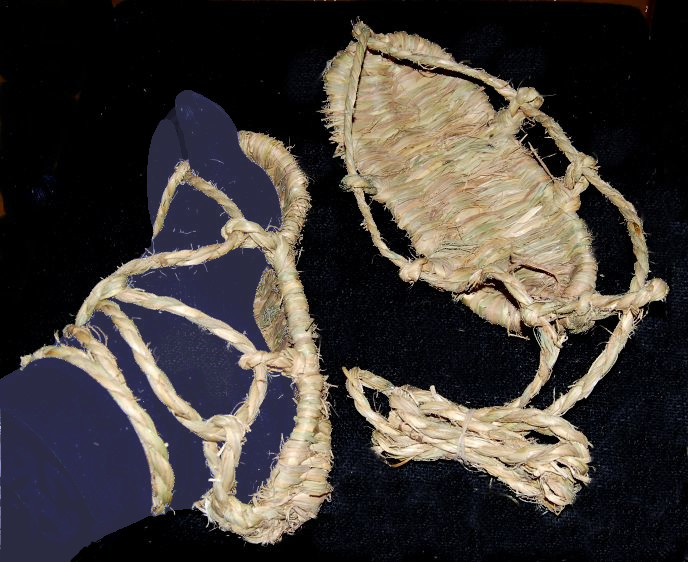
Waraji.

Las waraji (草鞋?) eran sandalias hechas de cuerda de paja que constituían el calzado típico de la gente común en Japón. A día de hoy son casi exclusivamente utilizados por los monjes budistas.
Por otro lado y muy lejos de Japón existe otro tipo de calzado un tanto similar en nombre y composición: el huarache mexicano que es también un tipo de sandalia hecha principalmente de paja aunque también de cuero. Además de esta curiosa coincidencia de pronunciación en sus nombres se podría suponer que tiene una antigüedad similar.